# تیبتنگا-فولبه
تیبتنگا-فولبه شهری در شهرستان ناسره در استان بام در بورکینافاسوی شمالی است و جمعیت آن ۱۶۲ نفر است.